# Asher Ehrenfeld
Asher Ehrenfeld (n. 4 iulie 1947, Oradea, România) este un rabin român-maghiar, care activează in prezent în Debrețin. Acesta a fost rabinul șef al comunității din București, fiind ulterior ales ca rabin șef al întregii comunități evreiești din România. Fratele său, Abraham Ehrenfeld, este liderul comunității evreiești din Oradea.